# Ditch Witch

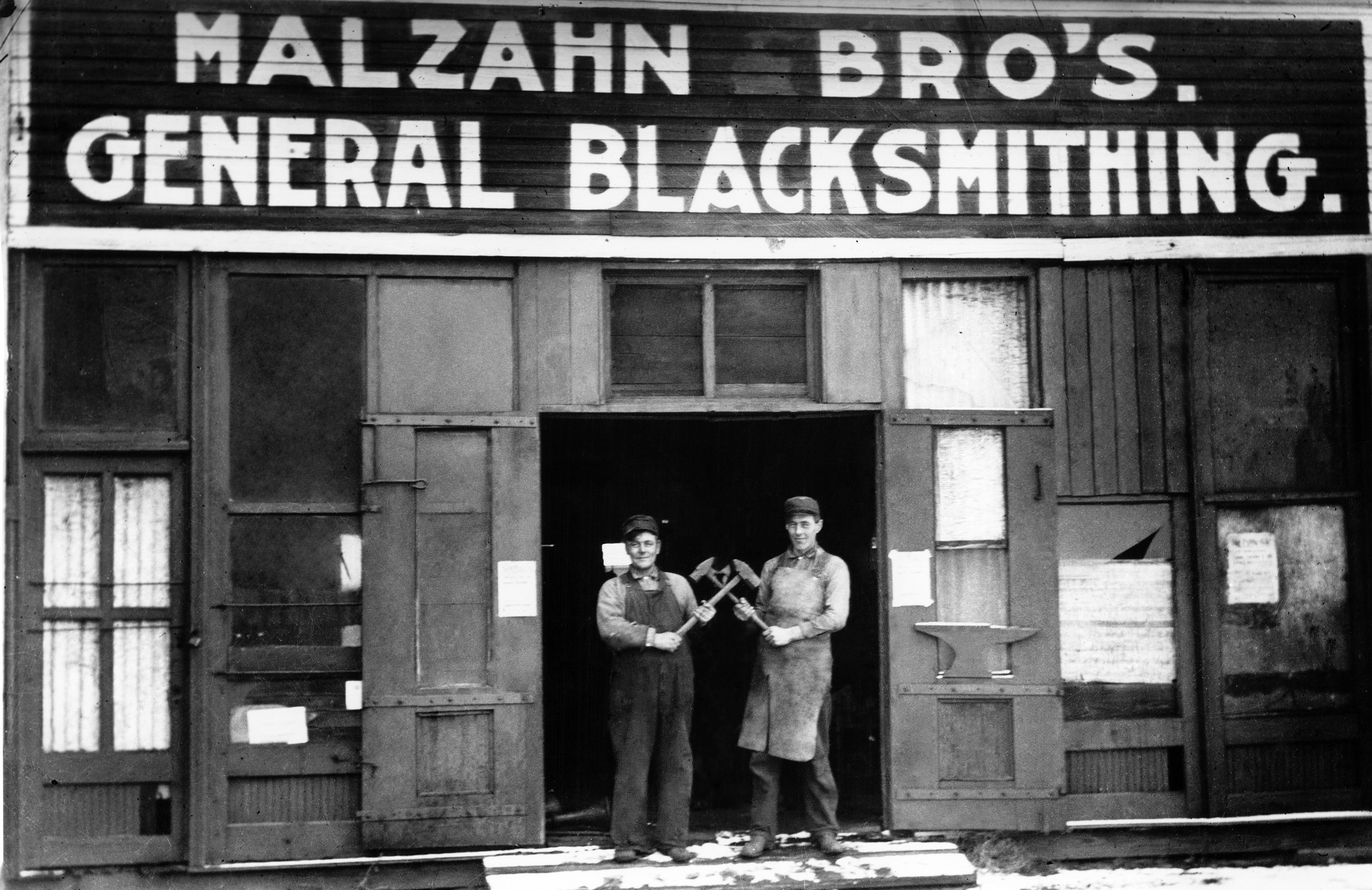
Kovárna bratří Malzahnových

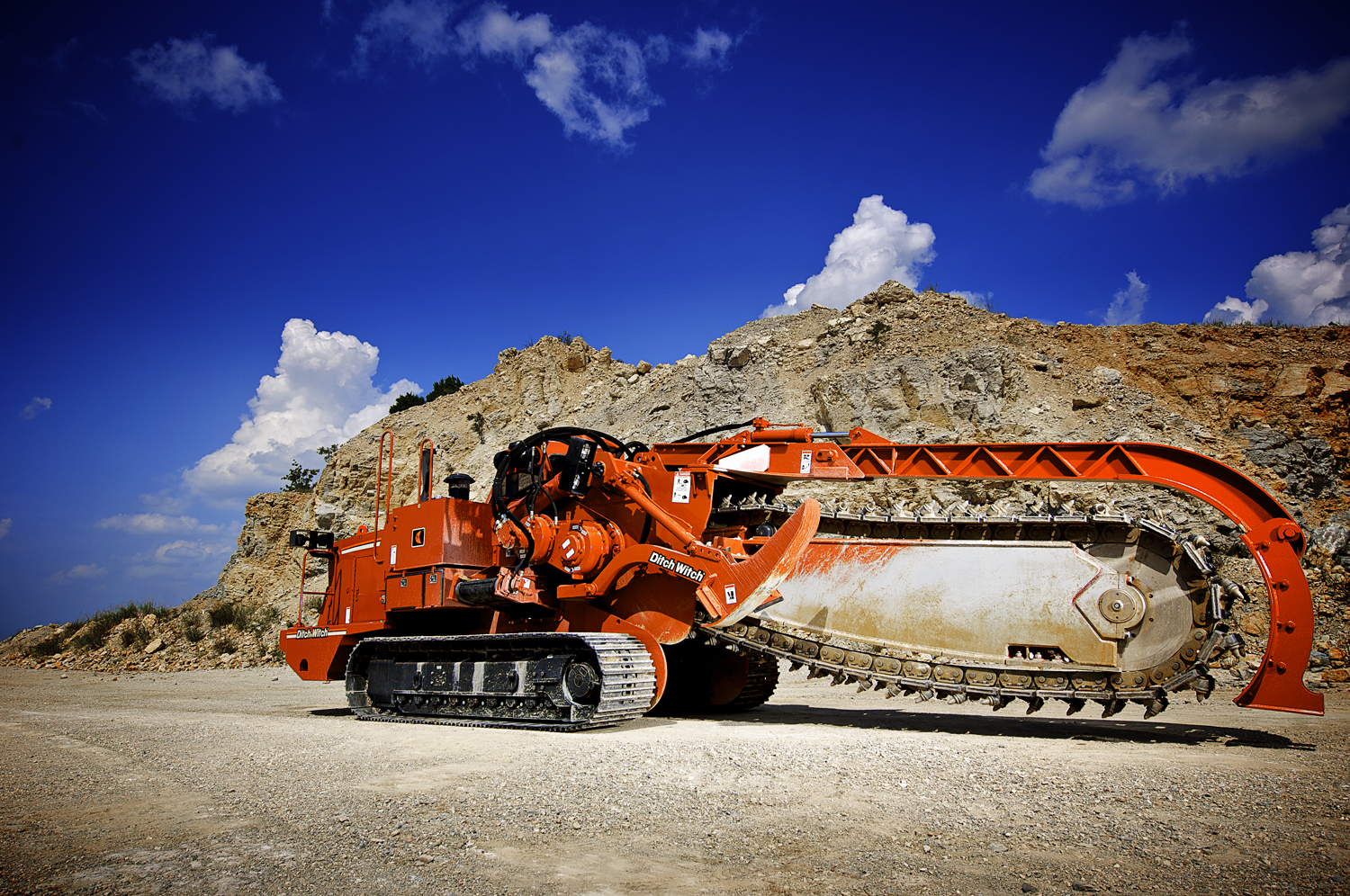
Pásový rýhovač HT330

Ditch Witch je americká značka specializovaných zemních strojů vyráběných firmou Charles Machine Works, Inc., která funguje pod svým současným názvem od roku 1949. Společnost sídlí v Perry v Oklahomě.
Značka začala existovat ve 40. letech 20. století, kdy byl vytvořen kompaktní hloubicí stroj, aby nahradil ruční práce pro určitý druh zemních prací.
Ditch Witch se specializuje na navrhování a výrobu vysoce kvalitních specializovaných zemních strojů. Společnost je výrobcem strojů několika kategorií, jako jsou rýhovače, vibrační pluhy, elektronické lokátory sítí, systémy pro horizontální řízené vrtání, vrtací trubky, vrtací nářadí a hlavy, řetězy, zuby a pastorky, sací bagry, rypadlové nosiče nářadí a kompaktní nosiče nářadí.

## Historie
V roce 1902 se německý přistěhovalec Carl Frederick Malzahn s rodinou přestěhoval z Minnesoty do Perry v Oklahomě, kde se svými syny, Charliem a Gusem, otevřel kovárnu. Obchod prosperoval a o několik let později s příchodem ropného boomu se jeho dílna začala specializovat na opravy nástrojů pro ropná pole v okolí.
Charlieho syn Ed Malzahn pochopil, že je důležité přizpůsobovat podnikání měnící se poptávce, a tak na konci 40. let začal uplatňovat své strojírenské ambice, které vedly ke zjednodušení procesu tehdy velmi zdlouhavé instalace inženýrských sítí, elektřiny, vody, plynu a telefonních linek. Ed a jeho otec Charlie společnou prací v rodinné dílně vytvořili prototyp prvního rýhovače. Nazvali ho DWP, celým jménem Ditch Witch Power.
První komerční DWP byl představen v roce 1949. Byl to první mechanizovaný kompaktní rýhovač vyvinutý pro pokládku domovních přípojek. Nejen, že DWP vyřešil letitý problém pro dodavatele inženýrských sítí, ale také připravil cestu pro vytvoření kompaktního rýhovače a efektivnějšího způsobu instalace všech typů inženýrských sítí.
S rostoucí popularitou Malzahnova rýhovače se Charlieho dílna vyvinula v Charles Machine Works, Inc., která stále udržuje své sídlo v Perry v Oklahomě. Kromě rýhovačů dnes vyrábí širokou škálu zemních stavebních zařízení nesoucích název Ditch Witch.
V roce 2005 se stala generální ředitelkou společnosti Charles Machine Works, Inc. Tiffany Sewell-Howard, vnučka Eda Malzahna. Zakladatel společnosti, Ed Malzahn však ve svých více než osmdesáti letech stále slouží jako prezident společnosti a předseda představenstva.
Sídlo organizace Ditch Witch v Perry je rozsáhlým areálem, který má rozlohu 30 akrů (120 000 m²). Je zde výrobní závod, školící a testovací centrum a centrum výzkumu a vývoje. V současnosti zaměstnává sppolečnost Ditch Witch více než 1 300 lidí.
Rýhovač Ditch Witch byl časopisem Fortune dvakrát vyhlášen „jedním ze 100 nejlepších amerických produktů na světě“. V roce 2002 byl rýhovač DWP označen za historickou památku strojírenství v Americké společnosti strojních inženýrů.